# Gornje Hrasno
Gornje Hrasno (en serbe cyrillique : Горње Храсно) est un village de Bosnie-Herzégovine. Il est situé dans la municipalité de Neum, dans le canton d'Herzégovine-Neretva et dans la fédération de Bosnie-et-Herzégovine. Selon les premiers résultats du recensement bosnien de 2013, il compte 53 habitants.

## Géographie
Le village est situé à la limite entre la fédération de Bosnie-et-Herzégovine et la république serbe de Bosnie.

## Démographie

### Évolution historique de la population
| 1948 | 1953 | 1961 | 1971 | 1981 | 1991 | 2013 |
| ---- | ---- | ---- | ---- | ---- | ---- | ---- |
| -    | -    | 450  | 382  | 290  | 186  | 53   |

|  |

### Communauté locale
En 1991, la communauté locale de Gornje Hrasno comptait 529 habitants, répartis de la manière suivante :